# 布尔济库尔
布尔济库尔（法語：Boulzicourt，法語發音：[bulzikuʁ]）是法国大東部大區阿登省的一个市镇，属于沙勒维尔-梅济耶尔区。

## 地理
布尔济库尔（49°41'41"N, 4°41'45"E）面积6.65 平方千米，位于法国大東部大區阿登省，该省份为法国北部内陆省份，西接埃纳省，南至马恩省，东临默兹省，北与比利时接壤。
与布尔济库尔接壤的市镇（或旧市镇、城区）包括：旺斯河畔吉尼库尔、圣马索、旺斯河畔圣皮埃尔、维莱叙勒蒙、伊韦尔诺蒙、弗利兹。

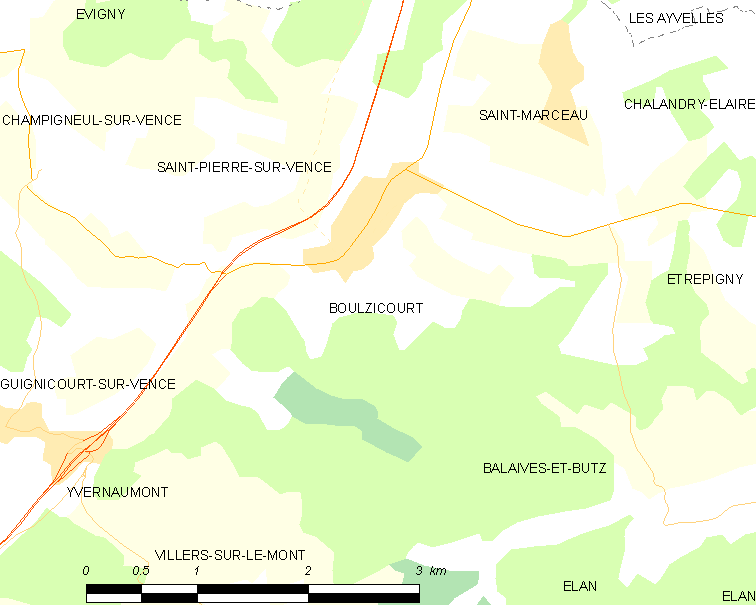
布尔济库尔的OSM定位图

布尔济库尔的时区为UTC+01:00、UTC+02:00（夏令时）。

## 行政
布尔济库尔的邮政编码为08410，INSEE市镇编码为08076。

## 政治
布尔济库尔所属的省级选区为默兹河畔努维永县。

## 人口

1962-2008年间布尔济库尔人口变化图示

布尔济库尔于2022年1月1日时的人口数量为971人。